# I bambini ci guardano
I bambini ci guardano és una pel·lícula italiana de 1944, que fou dirigida per Vittorio de Sica.
Pricò és un nen de set anys que de manera conscienciada, madura i clara mira la vida decaient i pessimista dels seus pares. Un film dramàtic, poètic i sentimentalista al estil de Sica i Zavattini on la mirada crítica i moral de la guerra és mostrada a través d'un nen. Aquest film trencava la programació més consumista i de gènere còmic comunament italiana i s'iniciava amb la voluntat cinematogràfica d'aquell moment de captar la realitat.

## Argument
A mesura que comença la pel·lícula a l'espectador se'ns presenta a Pricò, un jove italià que viu amb els seus pares en una casa de classe mitjana. La seva mare, Nina, el porta a un parc local on gaudeix del seu temps de vida mentre mira un espectacle de titelles, però també li preocupa el seu amant anomenat Roberto (amb qui Nina ha compartit un romanç passat) cortejant a la seva mare mentre se suposa que el nen no presta atenció. A mesura que el noi torna a casa, la família acaba de sopar, mentre que Pricò reflecteix el seu dia al parc. Més tard aquella nit, després que la seva mare es posi al llit, aquesta s'escapa amb l'estranger, deixant que el pare de Pricò s'afanyi a la idea d'haver de criar el seu fill. Mentre que els seus veïns comparteixen una sèrie de rumors sobre la desaparició de Nina, s'acorda ràpidament que va sortir corrent amb un altre home. Mentre tothom es preocupa per la seva desaparició, Nina torna a la casa després d'uns dies per causa del seu fill. Tot i que el pare, Andrea, no està del tot satisfet amb aquest acord, es posen d'acord perquè el seu fill creixi a la mateixa casa que la seva mare.
Per allunyar-se de Roberto, Nina i Andrea accepten anar de vacances amb el seu fill a un hotel de platja proper. Les vacances els deixen aparentment satisfetes amb la perspectiva d'una acord. Després que Andrea diu que ha de tornar a casa per a la seva feina, suggereix que Nina es quedi amb Pricò uns dies més per poder gaudir del seu temps. Després d'anar-se'n, Nina és novament perseguit per Roberto, que apareix inesperadament en una dansa d'hotel, en un primer moment el va mantenir exitosamente. Però després de cedir-li una altra vegada, Pricò està consternada per la seva falta de fe. Després que Pricò fugiu, els agents de policia els porten de nou, mentre que els residents de l'hotel comencen ràpidament els seus propis rumors sobre la causa de la seva sortida.
Després que Pricò i la seva mare tornin a la seva ciutat natal, Nina li diu que es troba fora de casa per seguir endavant i que es posarà en marxa després de fer una comanda. Quan Pricò va a veure el seu pare a la planta baixa, ell i el seu pare s'adonen de la veritat de perquè Nina no està allí. Una vegada més afligit per l'expulsió de la seva esposa, Andrea inscriu Pricò en un internat. Mentre el seu fill està lluny, Andrea es mata a la desesperació. Quan es diu a Pricò de la mort del seu pare a l'escola, tant la seva mare com la seva criada fidel hi són per consolar-lo. Encara que molt jove, Pricò entén la naturalesa de la seva mare, negant-se a anar-se'n per comoditat en favor de la seva criada. La pel·lícula acaba amb Pricò caminant, negant-se a reconèixer a la seva mare.

## Crítiques
Elogiada per la majoria de crítics de l'època aquest film representa per a Vittorio de Sica la introducció al nou cinema italià, al neorrealisme tant crític amb la postguerra i amb les injusticies bèliques. Tot i així l'ús d'actors professionals, d'escenaris altament caracteritzats i viseversa el converteixen en un preneorrealisme en l'argumnetació i el reredons crític. La societat italiana veu l'argument del film com una tragèdia degut als ambients dramàtics i a les reflexions morals pessimistes que hi apareixen. Els crítics més psicologics arriben a reflexionar i definir el film com una manera d'obrir els ulls devant una societat cega, costumista amb les comèdies i les realitats idealitzades, per a trobar-se cara a cara amb la realitat. En aquest cas amb una mirada de la realitat infatilitzada des d'una ambigüetat i moralitat creixent i que evoluciona al llarg del film, gràcies al gran retrat de la guerra que realitza de Sica a través de Pricò.

## Repartiment
- Emilio Cigoli - Andrea - el pare
- Giovanna Cigoli - Agnese - la governanta
- Olinto Cristina - Il rettore - El Canceller
- Luciano De Ambrosis - Pricò
- Jone Frigerio - La mainadera
- Mario Gallina - el metge
- Maria Gardena - La senyora Uberti
- Zaira La Fratta - Paolina
- Armando Migliari - el comandant
- Guido Morisi - Gigi Sbarlani
- Nicoletta Parodi - Giuliana
- Dina Perbellini - Zia Berelli
- Isa Pola - Nina - la mare
- Adriano Rimoldi - Roberto - l'amant de Nina
- Tecla Scarano - La senyora Resta (Sra Resta)